# 유럽 고속도로 21호선
유럽 고속도로 21호선(European route E21)은 프랑스의 메스와 스위스의 제네바를 사이에 두고 이어주는 E-road 네트워크이다. 그러나 이 고속도로 노선망이 연결되어 있는 곳을 살펴보면, 출발지로 시작되어 있는 메스에서는 E25·E50·E411호선과 직접 만나게 되며, 제네바로 향하는 길목에 강(하천)을 건너게 되는 낭시에서 디종까지는 E23호선과도 연결되어 있다. 또한 스위스 같은 경우, 제네바에서는 E25·E62·E712호선과도 연결되어 있다.

## 주요 경유지
- 프랑스 : 메스 - 낭시 - 디종
- 스위스 : 제네바